# 蕭榮爵
蕭榮爵（1852年—1935年），字漱云，号澹斋，湖南长沙县人。清朝書法家、進士出身。
光緒二十一年（1895年）二甲第一名進士（传胪），同年五月，改翰林院庶吉士。光緒二十四年四月，散館，授翰林院編修。以書法為名。